# Liste der Kulturdenkmale in Zarpen
In der Liste der Kulturdenkmale in Zarpen sind alle Kulturdenkmale der schleswig-holsteinischen Gemeinde Zarpen (Kreis Stormarn) aufgelistet (Stand: 30. Juni 2025).

## Legende
In den Spalten befinden sich folgende Informationen:
- Objekt-ID: die Nummer des Kulturdenkmales
- Lage: die Adresse des Kulturdenkmales und die geographischen Koordinaten. Kartenansicht, um Koordinaten zu setzen. In der Kartenansicht sind Kulturdenkmale ohne Koordinaten mit einem roten Marker dargestellt und können in der Karte gesetzt werden. Kulturdenkmale ohne Bild sind mit einem blauen Marker gekennzeichnet, Kulturdenkmale mit Bild mit einem grünen Marker.
- Offizielle Bezeichnung: Bezeichnung des Kulturdenkmales
- Beschreibung: die Beschreibung des Kulturdenkmales
- Bild: ein Bild des Kulturdenkmales

## Sachgesamtheiten
| Objekt-ID      | Lage                                         | Offizielle Bezeichnung | Beschreibung | Bild                             |
| -------------- | -------------------------------------------- | ---------------------- | --- | -------------------------------- |
| 41146 Wikidata | Hauptstraße 59 (53° 52′ 14″ N, 10° 31′ 3″ O) | Kirche Zarpen          | Aktualisierung vorgesehen - Begründung: geschichtlich, künstlerisch, städtebaulich, Kulturlandschaft prägend - Schutzumfang: Kirche mit Ausstattung, Kirchhof, Grabmale bis 1870, Granit-Böschungsmauer | weitere Fotos \| Fotos hochladen |

## Bauliche Anlagen
| Objekt-ID     | Lage                                      | Offizielle Bezeichnung | Beschreibung | Bild                             |
| ------------- | ----------------------------------------- | ---------------------- | --- | -------------------------------- |
| 3933 Wikidata | Hauptstraße (53° 52′ 14″ N, 10° 31′ 3″ O) | Kirche mit Ausstattung | Der Kirchbau begann im frühen 13. Jahrhundert mit dem - erst nachträglich - gewölbten Chor, der später um die zierliche 5/8 Apsis als östlichen Abschluss ergänzt wurde. Das Kirchenschiff, bestehend aus zwei gewölbten Jochen und einem Südportal, wurde um die Mitte des 13. Jahrhunderts errichtet. Alteintragung (Aktualisierung vorgesehen) - Begründung: geschichtlich, künstlerisch, städtebaulich - Schutzumfang: gesamtes Objekt - Denkmaltyp: Bauliche Anlage, Sachgesamtheit: Kirche Zarpen | weitere Fotos \| Fotos hochladen |

## Gründenkmale
| Objekt-ID      | Lage                                      | Offizielle Bezeichnung      | Beschreibung | Bild                             |
| -------------- | ----------------------------------------- | --------------------------- | --- | -------------------------------- |
| 20805 Wikidata | Hauptstraße (53° 52′ 14″ N, 10° 31′ 3″ O) | Kirchhof                    | Alteintragung (Aktualisierung vorgesehen) - Begründung: geschichtlich, Kulturlandschaft prägend - Schutzumfang: Kirchhof, Grabmale bis 1870, Granit-Böschungsmauer - Denkmaltyp: Gründenkmal, Sachgesamtheit: Kirche Zarpen | weitere Fotos \| Fotos hochladen |
| 22145          | Zarpenerhof (53° 52′ 1″ N, 10° 31′ 41″ O) | Lindenallee zum Zarpenerhof | Lindenallee als Zufahrt zum Zarpener Hof; um 1910 - Schutzumfang: Lindenallee zum Zarpenerhof - Begründung: Geschichtlich, Kulturlandschaftlich                                                                             | Fotos hochladen                  |

## Ehemalige Kulturdenkmale
| Objekt-ID     | Lage                                              | Offizielle Bezeichnung | Beschreibung | Bild |
| ------------- | ------------------------------------------------- | ---------------------- | ------------ | ---- |
| 3934 Wikidata | Rehhorster Straße 6 (53° 52′ 1″ N, 10° 30′ 20″ O) | Zarpener Mühle         |              | BW   |